# Мохнівка
Мохні́вка —  село в Україні, у Линовицькій селищній громаді Прилуцького району Чернігівської області. Населення становить 53 осіб. До 2017 орган місцевого самоврядування — Новогребельська сільська рада.

## Географія
Селом протікає річка Ставка і впадає у річку Удай.

## Історія
Селище було приписане до церкви Різдва Пресвятої Богородиці у Макі́ївці
Найдавніше знаходження на мапах 1812 рік
У 1862 році у селищі володарському Махнівка була почтова станція та 9 дворів де жило 79 осіб
У 1911 році у селищі Махнівка жило 241 особа
12 червня 2020 року, відповідно до розпорядження Кабінету Міністрів України № 730-р «Про визначення адміністративних центрів та затвердження територій територіальних громад Чернігівської області», увійшло до складу Линовицької селищної громади.
17 липня 2020 року, в результаті адміністративно - територіальної реформи та ліквідації колишнього Прилуцького району, село увійшло до складу новоутвореного Прилуцького району Чернігівської області.

## Населення

### Мова
Розподіл населення за рідною мовою за даними перепису 2001 року:
| Мова       | Кількість | Відсоток |
| ---------- | --------- | -------- |
| українська | 51        | 96.23%   |
| російська  | 2         | 3.77%    |
| Усього     | 53        | 100%     |